# ألي
ألي هي مصارعة محترفة كندية، ولدت في 3 سبتمبر 1987 في تورونتو في كندا.

## وصلات خارجية
- ألي على موقع CageMatch worker (الإنجليزية)
- ألي على موقع قاعدة بيانات المصارعة على الإنترنت (الإنجليزية)
- ألي على موقع قاعدة بيانات المصارعة على الإنترنت (الإنجليزية)
- ألي على موقع قاعدة بيانات المصارعة على الإنترنت (الإنجليزية)
- ألي على موقع عالم المصارعة على الإنترنت (الإنجليزية)
- ألي على موقع عالم المصارعة على الإنترنت (الإنجليزية)
- ألي على موقع IMDb (الإنجليزية)
- ألي على موقع قاعدة بيانات الفيلم (الإنجليزية)